# La teoría del todo (película de 2014)
La teoría del todo (The Theory of Everything, originalmente en inglés) es una película biográfica de drama y romance británica de 2014, dirigida por James Marsh y producida por Ximena Romero Gutiérrez. La película está basada en las memorias de Jane Hawking, Travelling to Infinity: My life with Stephen, en la cual da a conocer la relación con su exesposo, el físico teórico Stephen Hawking, su diagnóstico y la evolución de su enfermedad. Esta es la sexta película dirigida por James Marsh. Eddie Redmayne y Felicity Jones son los protagonistas, junto con Charlie Cox, Emily Watson, Simon McBurney y David Thewlis en los personajes secundarios.
La teoría del todo tuvo su première mundial en el Festival de Cine de Toronto de 2014, y se estrenó en noviembre de 2014. Focus Features distribuyó la película en los Estados Unidos, Entertainment One Films distribuyó la película en Canadá y Universal Pictures en los demás países.
La cinta fue candidata a cinco 5 premios Óscar, ganando en la categoría de mejor actor (Eddie Redmayne como Stephen Hawking).

## Argumento
La historia empieza en una fiesta a la que Stephen Hawking, estudiante británico de cosmología, asiste junto a su amigo Brian. Allí conoce a Jane Wilde, una estudiante de Poesía Medieval Española, donde comienzan a hablar y donde se enamoran. Tiempo después, Stephen cruza los pies cayendo al suelo, dándose un grave golpe en la cabeza. Cuando le hacen un análisis, le detectan que tiene esclerosis lateral amiotrófica (ELA), una enfermedad cerebral y muscular que le impide controlar el movimiento de sus músculos, y le comunican que su esperanza de vida es de 2 años. Jane le dice que le ama y quiere pasar todo el tiempo que le queda de vida juntos. Tiempo después se casan y tienen dos hijos: Lucy y Robert. Por petición de su madre, Jane decide contratar a un pianista para que le dé clases de piano una vez a la semana a su hijo Robert, conociendo así a Jonathan, el director del coro de la iglesia local. La felicidad y los estudios de la familia Hawking siguen adelante, pero la llegada de Jonathan pone a prueba al matrimonio, a sus familiares y la lealtad de Jane, ya que Jonathan y Jane parecen tener algo más que una amistad. Por último nace Timothy, lo que pone en desequilibrio a toda la familia, ya que se sospecha que el padre no es Stephen, sino Jonathan. Así que Jonathan admite que la ama y Jane le dice que ella también lo ama, pero finalmente él se va. Stephen consigue una fama mundial y es invitado a muchas presentaciones, actuaciones y espectáculos. Durante uno de esos viajes, mientras Jane está de campamento con los niños, Stephen sufre una neumonía y lo tienen que llevar urgentemente al hospital. Allí el doctor le comunica a Jane que la única forma de salvarlo es haciéndole una traqueotomía, o sea una incisión en el cuello, pero el inconveniente es que nunca volverá a hablar; dolida, ella accede a la operación de Stephen. Una vez realizada, ella quiere ver si de verdad no puede hablar y comprueba la triste verdad, por lo cual le intenta enseñar a hablar mediante una tabla que agrupa letras y colores, pero hay un corte de comunicación muy profundo. Preocupada, Jane decide contratar a Elaine Mason, una enfermera, para enseñarle lo que Jane intentaba que él aprendiese. Stephen aprende muy rápido y sus avances y teorías científicas también, pero su matrimonio se empieza a atrancar otra vez, ya que él parece estar empezando a enamorarse de Elaine y ella también de él. Tiempo más tarde,  es instalada en la silla de Stephen una voz robótica para poder hablar con sus familiares y espectadores a la hora de sus conferencias. Finalmente, Stephen y Jane deciden divorciarse, ya que cada uno está enamorado de otra persona y su amor ya es muy pequeño comparado con el nuevo.

## Reparto
- Eddie Redmayne como Stephen Hawking.[6]
- Felicity Jones como Jane Hawking.[6]
- Charlie Cox como Jonathan Hellyer Jones.[6]
- Emily Watson como Beryl Wilde.
- Simon McBurney como Frank Hawking.[6]
- David Thewlis como Dennis Sciama.[6]
- Maxine Peake como Elaine Mason.[6]
- Harry Lloyd como Brian.[6]
- Charlotte Hope como Phillipa Hawking.[6]
- Tom Prior como Robert Hawking.[6]
- Enzo Cilenti como Kip Thorne.[6]

## Producción

### Desarrollo
El guionista Anthony McCarten había estado interesado en Hawking desde que leyó su libro Breve historia del tiempo en 1988. En 2004, McCarten leyó las memorias de Jane Hawking Travelling to Infinity: My Life with Stephen y posteriormente comenzó a escribir una adaptación de guion del libro. Se reunió varias veces con Jane en su casa para discutir el proyecto. Después de múltiples borradores, conoció a la productora Lisa Bruce mediante su mutuo agente de ICM, Craig Bernstein, en 2009.
Lisa Bruce pasó tres años con McCarten tratando de convencer a Jane Hawking de permitirles realizar una adaptación cinematográfica de su libro, sobre lo que Bruce dijo: "Era un montón de conversaciones, muchos vasos de Jerez y muchas tazas de té". El 18 de abril de 2013, James Marsh fue confirmado para dirigir la película, basándose en Cambridge y en otros lugares en el Reino Unido para la filmación, y con Eddie Redmayne en conversaciones para el rol protagonista. El 23 de junio de 2013, se reveló que Felicity Jones había sido elegida para interpretar el papel de protagonista de la película junto a Redmayne. El 8 de octubre de 2013, se confirmó que Emily Watson y David Thewlis también formarían parte del elenco. El 8 de octubre de 2013, se confirmó que Tim Bevan, Eric Fellner, Lisa Bruce y Anthony McCarten, de la productora Working Title, producirían la película.
El cineasta James Marsh había estudiado imágenes de archivo para dar a la película autenticidad, declarando: "Cuando tuvimos fotografías y secuencias del documental de Stephen relacionadas con nuestra historia, intentamos reproducirlas lo mejor que pudimos". Redymane se reunió con Hawking, comentando: "Incluso ahora, cuando es incapaz de moverse, todavía vemos tal efervescencia en sus ojos". Y describió retratar a Hawking en pantalla como un reto "considerable", agregando que "el verdadero problema de hacer una película es por supuesto que no quites la esencia, cronológicamente. Así que tienes que mostrar su deterioro físico cotidiano, mientras que al mismo tiempo mantener esta chispa y el ingenio y el humor que tiene".
Redymane pasó seis meses investigando la vida de Hawking, mirando cada video de cada entrevista que pudo encontrar sobre él. Marsh dijo que lo que tenía que hacer Redmayne no fue fácil: "Tuvo que realizar una enorme preparación física para el papel. No está haciendo de un discapacitado. En realidad está trazando el camino de una enfermedad que corroe el cuerpo y la mente, y tiene que proyectar fuera esa erosión". Añadió que Hawking le dio su bendición y también reveló que "la respuesta [de Hawking] fue muy positiva, tanto que se ofreció a prestar su voz, la voz real que utiliza. La voz que se escucha en la última parte de la historia es en realidad la verdadera voz electrónica de Stephen como la usa [...]", aseguró. Fue revelado al público del Festival Internacional de Cine de Toronto que una enfermera limpió una lágrima de la mejilla de Hawking, luego de una proyección de la película.

### Rodaje
El 8 de octubre de 2013, el director de fotografía confirmó haber comenzado con el programa de posproducción, con la filmación tomando lugar en Cambridge y en otros lugares del Reino Unido. Antes del comienzo de la filmación, Working Title había comenzado a filmar en Saint John's College de la Universidad de Cambridge, desde el 23 de septiembre de 2013 al 27 de septiembre de 2013; la noche que comenzaron estaban filmando la escena del baile de Cambridge, en 1963. El 24 de septiembre de 2013, la producción y reparto fueron vistos filmando escenas en el St John’s College, The Backs en Queen’s Road y en Queen’s Green. El New Court Lawn y la cocina de Cambridge fueron lugares incluidos en el rodaje de la película. Se confirmó que la escena de baile, que fue la última rodada en exteriores, se filmó en un teatro de conferencias, mientras que las filmaciones restantes se completaron en un estudio durante las cinco semanas siguientes. La empresa de fuegos artificiales Titanium, que participó en los Juegos Olímpicos de Londres 2012, proporcionó tres idénticos fuegos artificiales para la escena del baile.

### Banda sonora
El compositor Jóhann Jóhannsson compuso la banda sonora de The Theory of Everything. Su trabajo para la película fue descrito como incluyendo la "firma [de Jóhannsson] de mezcla de instrumentos acústicos y electrónicos". También se afirmó: "Siempre involucra capas de grabaciones en vivo, ya sean de orquesta, una banda o un solo instrumento, con electrónica y más elementos de paisajes sonoros que pueden provenir de diversas fuentes."
Grabando en Abbey Road, Ed Bentley trabajó como asistente de Johann Johannsson.

### Efectos visuales
Los efectos visuales estuvieron a cargo de la compañía Union Visual Effects.

## Estreno

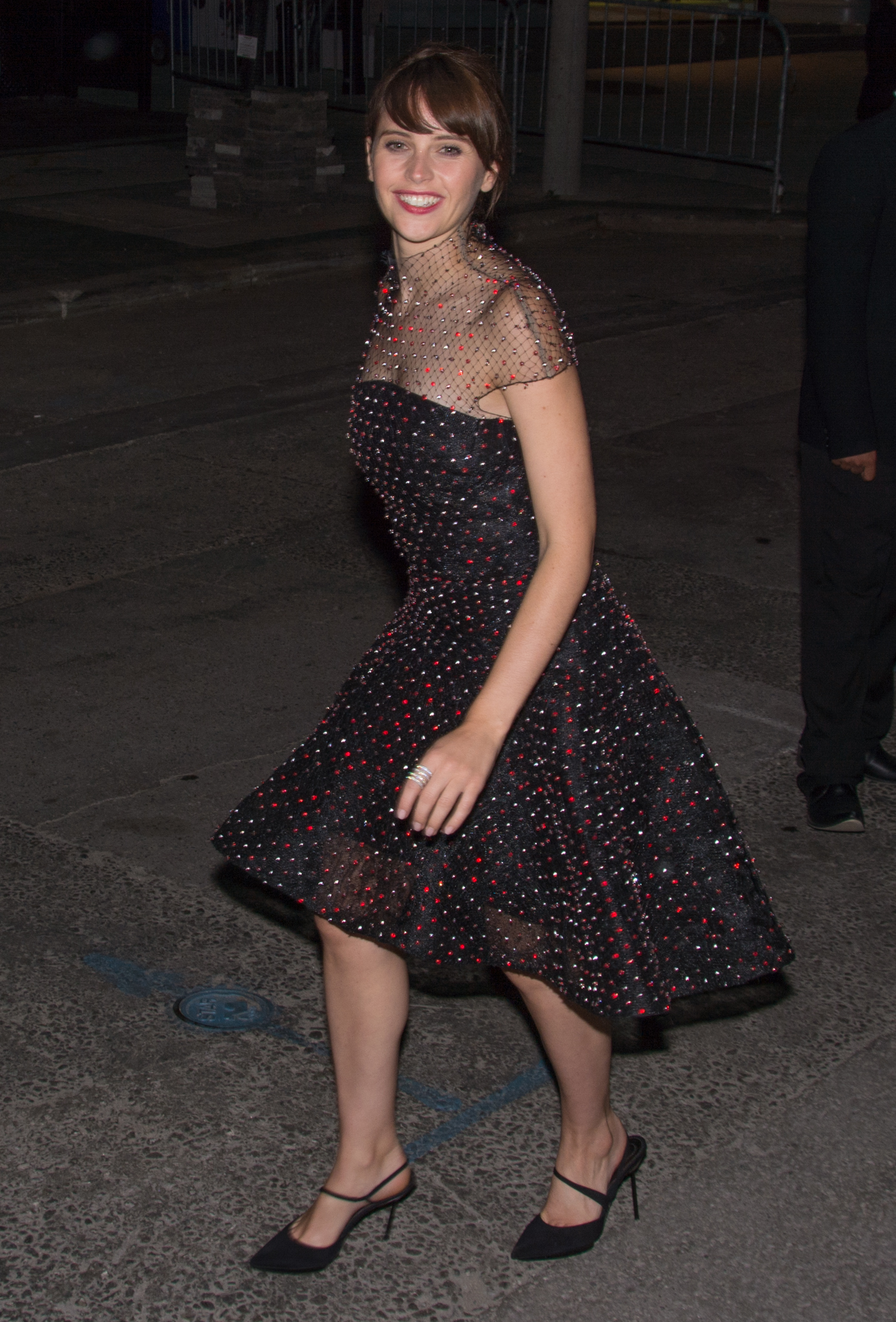
Felicity Jones en el Festival Internacional de Cine de Toronto de 2014.

The Theory of Everything tuvo su estreno mundial en el Festival Internacional de Cine de Toronto el 7 de septiembre de 2014, donde inauguró la sección secundaria Presentaciones especiales.
El 10 de abril de 2014, Focus Features adquirió los derechos de distribución de The Theory of Everything en los Estados Unidos, planeada para estrenarse en 2014 en cines. Poco después, Entertainment One Films recogió los derechos de distribución canadienses. El 8 de octubre de 2013, Universal Pictures había adquirido los derechos para distribuir la película internacionalmente.

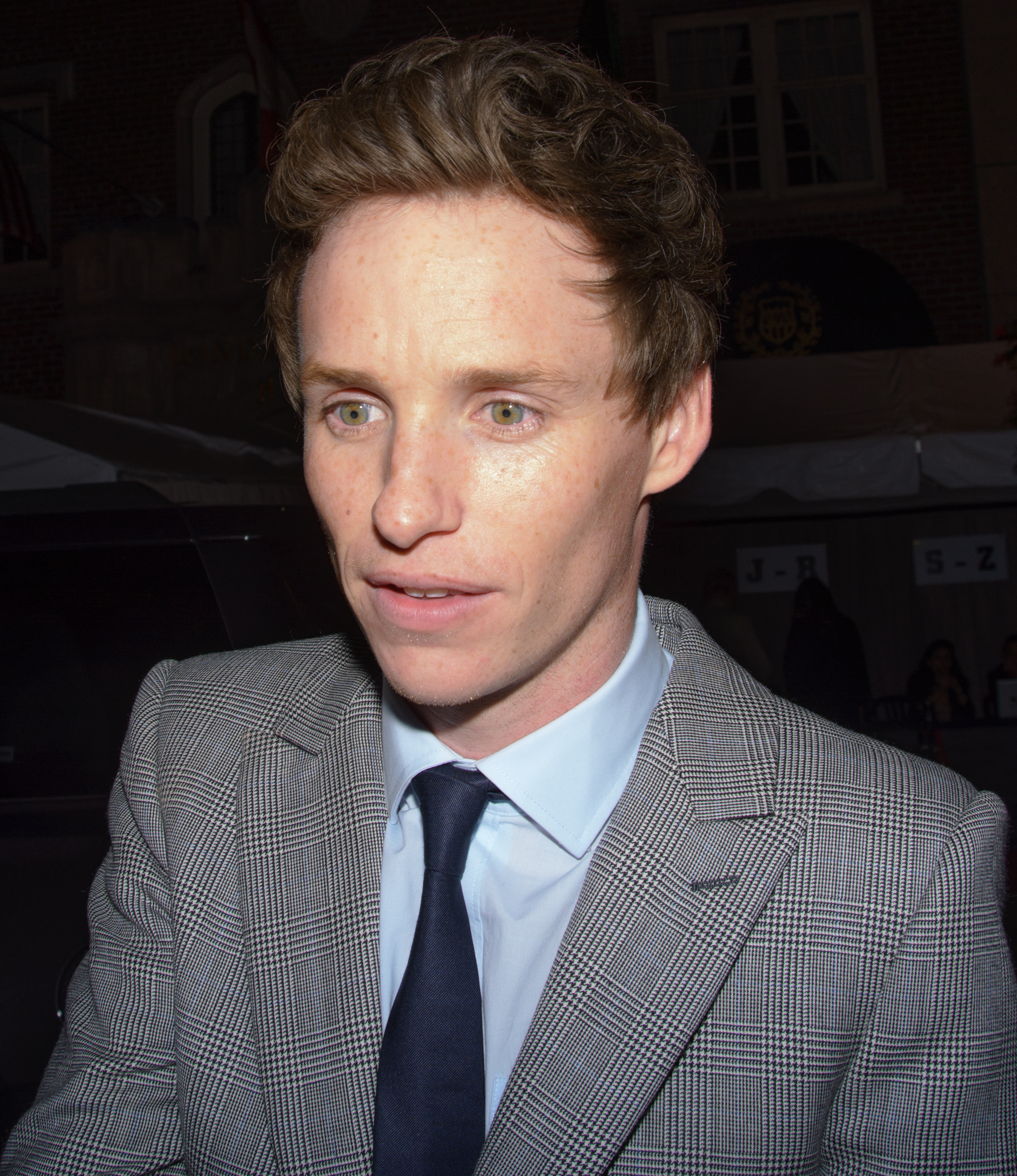
Eddie Redmayne en el Festival Internacional de Cine de Toronto de 2014.

La película comenzó con un lanzamiento limitado en los Estados Unidos el 7 de noviembre de 2014, ampliándose en semanas sucesivas a Taiwán, Austria y Alemania, por delante del Reino Unido el 1 de enero de 2015, antes de estrenarse en toda Europa. En España fue lanzada el 16 de enero de 2015.

### Marketing
El 7 de agosto de 2014, se dio a conocer el primer tráiler de la película.
El 10 de octubre de 2014 se dio a conocer el primer tráiler en español de la película.

## Recepción
The Theory of Everything recibió elogios de los críticos por las actuaciones (particularmente de Eddie Redmayne y Felicity Jones), la dirección de James Marsh, el guion de Anthony McCarten, la fotografía de Benoit Delhomme, la partitura musical de Johann Johannsson y sus valores de producción.
El sitio web de crítica de películas Rotten Tomatoes informó que el 80% de los críticos le dio a la película una calificación "Fresca certificada", basada en 271 comentarios con una puntuación promedio de 7.3/10. El consenso crítico del sitio dice: "Parte biopic, parte historia de amor, The Theory of Everything asciende con la pulida dirección de James Marsh y la fuerza de sus dos protagonistas". El sitio web Metacritic asignó a la película un puntaje promedio ponderado de 72 (sobre 100) basado en 47 opiniones de los críticos, con un consenso crítico "generalmente favorable".

## Premios y candidaturas
| Premio                                             | Categoría                          | Receptores             | Resultado | Ref(s) |
| -------------------------------------------------- | ---------------------------------- | ---------------------- | --------- | ------ |
| Premios Óscar                                      | Mejor película                     | La teoría del todo     | Candidata | [ 33 ] |
| Premios Óscar                                      | Mejor actor                        | Eddie Redmayne         | Ganador   | [ 33 ] |
| Premios Óscar                                      | Mejor actriz                       | Felicity Jones         | Candidata | [ 33 ] |
| Premios Óscar                                      | Mejor guion adaptado               | Anthony McCarten       | Candidato | [ 33 ] |
| Premios Óscar                                      | Mejor banda sonora                 | Jóhann Jóhannsson      | Candidato | [ 33 ] |
| Premios Satellite                                  | Mejor película                     | James Marsh            | Candidato | [ 34 ] |
| Premios Satellite                                  | Mejor actor                        | Eddie Redmayne         | Candidato | [ 34 ] |
| Premios Satellite                                  | Mejor actriz                       | Felicity Jones         | Candidato | [ 34 ] |
| Premios Satellite                                  | Mejor guion adaptado               | Anthony McCarten       | Candidato | [ 34 ] |
| Premios Satellite                                  | Mejor fotografía                   | Benoît Delhomme        | Candidato | [ 34 ] |
| Asociación de Críticos Afroamericanos              | Top 10 del 2014                    | La teoría del todo     | Ganadora  | [ 35 ] |
| Premio del Sindicato de Actores de Cine            | Mejor reparto                      | Mejor reparto          | Candidato | [ 36 ] |
| Premio del Sindicato de Actores de Cine            | Mejor actor                        | Eddie Redmayne         | Ganador   | [ 36 ] |
| Premio del Sindicato de Actores de Cine            | Mejor actriz                       | Felicity Jones         | Candidata | [ 36 ] |
| Premios Globo de Oro                               | Mejor película - Drama             | Mejor película - Drama | Candidata | [ 37 ] |
| Premios Globo de Oro                               | Mejor actor - Drama                | Eddie Redmayne         | Ganador   | [ 37 ] |
| Premios Globo de Oro                               | Mejor actriz - Drama               | Felicity Jones         | Candidata | [ 37 ] |
| Premios Globo de Oro                               | Mejor banda sonora                 | Jóhann Jóhannsson      | Ganador   | [ 37 ] |
| Críticos de Chicago                                | Mejor actor                        | Eddie Redmayne         | Candidato | [ 38 ] |
| Críticos de San Diego                              | Mejor película                     | La teoría del todo     | Candidata | [ 39 ] |
| Críticos de San Diego                              | Mejor actor                        | Eddie Redmayne         | Candidato | [ 39 ] |
| Críticos de San Diego                              | Mejor actriz                       | Felicity Jones         | Candidata | [ 39 ] |
| Críticos de San Diego                              | Mejor guion adaptado               | Anthony McCarten       | Candidato | [ 39 ] |
| Críticos de San Diego                              | Mejor diseño de producción         | John Paul Kelly        | Candidato | [ 39 ] |
| Asociación de Críticos Online de Nueva York        | Mejor actor                        | Eddie Redmayne         | Ganador   | [ 40 ] |
| Crítica de Detroit                                 | Mejor actor                        | Eddie Redmayne         | Candidato | [ 41 ] |
| Crítica de St. Louis                               | Mejor actor                        | Eddie Redmayne         | Candidato | [ 42 ] |
| Crítica de St. Louis                               | Mejor actriz                       | Felicity Jones         | Candidata | [ 42 ] |
| Crítica de St. Louis                               | Mejor guion adaptado               | Anthony McCarten       | Candidato | [ 42 ] |
| Tallinn Black Nights Film Festival                 | Mejor actor                        | Eddie Redmayne         | Ganador   | [ 43 ] |
| Tallinn Black Nights Film Festival                 | Gran Premio                        | James Marsh            | Candidato | [ 43 ] |
| Festival de Cine de Mill Valley                    | Película del mundo favorita        | James Marsh            | Ganador   | [ 44 ] |
| Hollywood Music In Media Awards                    | Mejor banda sonora en una película | Jóhann Jóhannsson      | Candidato | [ 45 ] |
| Hollywood Film Awards                              | Mejor actor revelación             | Eddie Redmayne         | Ganador   | [ 46 ] |
| Premios de la Crítica Cinematográfica              | Mejor película                     | Mejor película         | Candidata | [ 47 ] |
| Premios de la Crítica Cinematográfica              | Mejor actor                        | Eddie Redmayne         | Candidato | [ 47 ] |
| Premios de la Crítica Cinematográfica              | Mejor actriz                       | Felicity Jones         | Candidata | [ 47 ] |
| Premios de la Crítica Cinematográfica              | Mejor guion adaptado               | Anthony McCarten       | Candidato | [ 47 ] |
| Premios de la Crítica Cinematográfica              | Mejor compositor de banda sonora   | Jóhann Jóhannsson      | Candidato | [ 47 ] |
| Premios de The Hollywood Reporter                  | Revelación en una película         | James Marsh            | Ganador   | [ 48 ] |
| Premios de The Hollywood Reporter                  | Revelación en una película         | Eddie Redmayne         | Ganador   | [ 48 ] |
| Premios de The Hollywood Reporter                  | Revelación en una película         | Felicity Jones         | Ganadora  | [ 48 ] |
| Palm Springs International Film Festival           | Premio al logro de Desert Palm     | Eddie Redmayne         | Ganador   | [ 49 ] |
| Círculo de Críticos de Cine de San Francisco       | Mejor actor                        | Eddie Redmayne         | Candidato | [ 50 ] |
| Asociación de Críticos de Cine de Washington D. C. | Mejor actor                        | Eddie Redmayne         | Candidato | [ 51 ] |
| Asociación de Críticos de Cine de Washington D. C. | Mejor actriz                       | Felicity Jones         | Candidata | [ 51 ] |
| Asociación de Críticos de Cine de Washington D. C. | Mejor guion adaptado               | Anthony McCarten       | Candidato | [ 51 ] |
| Asociación de Críticos de Cine de Washington D. C. | Mejor banda sonora                 | Jóhann Jóhannsson      | Candidato | [ 51 ] |
| Premios BAFTA                                      | Mejor película                     | La teoría del todo     | Candidata | [ 52 ] |
| Premios BAFTA                                      | Mejor película británica           | La teoría del todo     | Ganadora  | [ 52 ] |
| Premios BAFTA                                      | Mejor director                     | James Marsh            | Candidato | [ 52 ] |
| Premios BAFTA                                      | Mejor actor                        | Eddie Redmayne         | Ganador   | [ 52 ] |
| Premios BAFTA                                      | Mejor actriz                       | Felicity Jones         | Candidata | [ 52 ] |
| Premios BAFTA                                      | Mejor guion adaptado               | Anthony McCarten       | Ganador   | [ 52 ] |
| Premios BAFTA                                      | Mejor banda sonora                 | Jóhann Jóhannsson      | Candidato | [ 52 ] |
| Premios BAFTA                                      | Mejor montaje                      | Jinx Godfrey           | Candidata | [ 52 ] |
| Premios BAFTA                                      | Mejor vestuario                    | Steven Noble           | Candidato | [ 52 ] |
| Premios BAFTA                                      | Mejor maquillaje y peluquería      | Jan Sewell             | Candidata | [ 52 ] |